# Xylotrechus diversepubens
Xylotrechus diversepubens là một loài bọ cánh cứng trong họ Cerambycidae.